# Aéroplan
Aéroplan est une entreprise canadienne. Il s'agit d'un programme de grands voyageurs associé à Air Canada et aux transporteurs Star Alliance.

## Histoire

Logo de 2004 à 2020

Le 16 octobre 2006, la société a décidé que les milles Aéroplan venaient à expiration s'ils n'étaient pas convertis moins d'un an après leur gain. En raison de cette politique, un groupe de clients a demandé le 2 juillet 2009 qu'un recours collectif soit entendu par un tribunal canadien.
Le 21 août 2018, un consortium composé d'Air Canada, de la Banque TD, de la Banque CIBC, et de Visa Canada a conclu une entente pour acheter le programme de récompenses pour une somme de 450 millions de dollars canadiens et assumer plus de 2 milliards de dollars en responsabilités financières.

## Utilité
Pour les Canadiens, les milles (points) d'Aéroplan sont particulièrement utiles pour obtenir des vols gratuits effectués par les compagnies aériennes qui ne prélèvent pas de « frais de carburant ». Par exemple, pour aller du Canada en Europe en classe affaires, il faut payer 55 000 milles et seulement 50 CAD de taxes avec Swiss, Turkish Airlines, ou United Airlines.